# 21世紀協会
21世紀協会 (にじゅういっせいききょうかい)は東京都八王子市にある特定非営利活動法人。

## 沿革
- 1990年2月 21世紀協会設立
- 1999年10月4日 特定非営利活動法人に認定
- 2002年7月1日 認定特定非営利活動法人に認定

## 協会概要
1990年2月に任意団体として発足。フィリピンの少数民族であるマンニャン族の自立支援を主軸に置き、現地での教育・農業・保健指導を行なっている。諸事情で進学が困難な子供を奨学生として支援し卒業後は協会の運営に携わるなどの参加型の現地開発を志向している。また、マンニャン族の文化面での復権にも注力している。

## その他
- 現地駐在インターン生、現地駐在有給スタッフ募集中　http://www.21ca.ac/21c/volunteer.html